# 이채민 (배우)
이채민(2000년 9월 15일 ~ )은 대한민국의 배우이다.

## 연기 활동

### 텔레비전 드라마
- 2021년 tvN 월화드라마 《하이클래스》 - 안승조 역
- 2022년 KBS2 수목드라마 《너에게 가는 속도 493KM》 - 이지호 역
- 2022년 tvN 토일드라마 《환혼 빛과 그림자》 - 상가집에 술 가지러 진요원에 찾아온 하인 역 (1회 특별출연)
- 2023년 tvN 토일드라마 《일타 스캔들》 - 이선재 역
- 2023년 tvN 토일드라마 《이번 생도 잘 부탁해》 - 강민기 / 천운 역
- 2024년 넷플릭스 금요드라마 《하이라키》 - 강하 역
- 2025년 MBC 금토드라마 《바니와 오빠들》 - 황재열 역
- 2025년 tvN 주말드라마 《폭군의 셰프》 - 이헌 역
- 2025년 넷플릭스 《캐셔로》
- 《너 믿는다》 - 양서준 역 (데뷔 이후 첫 악역)

## 연기 외 활동

### 텔레비전 프로그램
- 2022년 KBS2 《뮤직뱅크》 - 진행 (2022년 9월 30일 ~ 2024년 5월 3일)
- 2023년 KBS2 《신상출시 편스토랑》 - 스페셜 MC

## 수상 목록
- 2023년 브랜드 고객충성도 대상 남자배우부문 신인상
- 2023년 KBS 연예대상 베스트 커플상 (with 홍은채)